# Championnat d'Argentine de football 1931
Navigation
Saison suivante
La saison 1931 du Championnat d'Argentine de football était la première édition professionnelle de la première division argentine. Le championnat rassemble les 18 meilleures équipes du pays au sein d'une poule unique, où chaque club rencontre tous ses adversaires 2 fois, à domicile et à l'extérieur.
C'est le club de Boca Juniors qui termine en tête du championnat et remporte le 7e titre de champion d'Argentine de son histoire.

## Les 18 clubs participants
| \| Buenos Aires La Plata \| Villes représentées lors de la saison 1931 |
| Buenos Aires La Plata                                                  |

- Boca Juniors
- San Lorenzo de Almagro
- Estudiantes (La Plata)
- River Plate
- Racing Club
- Independiente
- Chacarita Juniors
- Huracán
- Velez Sarsfield
- Ferro Carril Oeste
- Argentinos Juniors
- Gimnasia y Esgrima (La Plata)
- Platense
- Quilmes
- Talleres (Remedios de Escalada)
- Tigre
- Lanús
- Atlanta

## Compétition

### Classement
Le classement est établi en utilisant le barème suivant :
- Victoire : 2 points
- Match nul : 1 point
- Défaite, forfait ou abandon : 0 point

| Rang | Équipe                          | Pts | J  | G  | N  | P  | Bp  | Bc | Diff |
| ---- | ------------------------------- | --- | -- | -- | -- | -- | --- | -- | ---- |
| 1    | Boca Juniors                    | 50  | 34 | 22 | 6  | 6  | 85  | 49 | +36  |
| 2    | San Lorenzo de Almagro          | 45  | 34 | 19 | 7  | 8  | 81  | 52 | +29  |
| 3    | Estudiantes (La Plata)          | 44  | 34 | 20 | 4  | 10 | 103 | 51 | +52  |
| 4    | River Plate                     | 44  | 34 | 19 | 6  | 9  | 63  | 39 | +24  |
| 5    | Racing Club                     | 43  | 34 | 19 | 5  | 10 | 81  | 51 | +30  |
| 6    | Independiente                   | 43  | 34 | 18 | 7  | 9  | 69  | 60 | +9   |
| 7    | Chacarita Juniors               | 42  | 34 | 18 | 6  | 10 | 63  | 58 | +5   |
| 8    | Huracán                         | 33  | 34 | 13 | 7  | 14 | 58  | 49 | +9   |
| 9    | Vélez Sársfield                 | 33  | 34 | 13 | 7  | 14 | 63  | 68 | -5   |
| 10   | Ferro Carril Oeste              | 32  | 34 | 12 | 8  | 14 | 60  | 74 | -14  |
| 11   | Argentinos Juniors              | 31  | 34 | 12 | 7  | 15 | 49  | 61 | -12  |
| 12   | Gimnasia y Esgrima (La Plata)   | 30  | 34 | 9  | 12 | 13 | 42  | 64 | -22  |
| 13   | Platense                        | 29  | 34 | 13 | 3  | 18 | 52  | 52 | 0    |
| 14   | Quilmes                         | 29  | 34 | 12 | 5  | 17 | 53  | 62 | -9   |
| 15   | Talleres (Remedios de Escalada) | 24  | 34 | 11 | 2  | 21 | 48  | 68 | -20  |
| 16   | Tigre                           | 23  | 34 | 8  | 7  | 19 | 47  | 70 | -23  |
| 17   | Lanús                           | 22  | 34 | 10 | 2  | 22 | 43  | 82 | -39  |
| 18   | Atlanta                         | 15  | 34 | 4  | 7  | 23 | 33  | 83 | -50  |

|  | Champion d'Argentine 1931      |
|  | Relégation en Segunda Division |

## Bilan de la saison
| Tableau d'Honneur                   |              |
| Compétition                         | Vainqueur    |
| Championnat d'Argentine de football | Boca Juniors |

| Promotions et relégations    |       |
| Promus en Primera Division   | Aucun |
| Relégués en Segunda Division | Aucun |